# Парокија (Кунео)
Парокија је насеље у Италији у округу Кунео, региону Пијемонт.
Према процени из 2011. у насељу је живело 84 становника. Насеље се налази на надморској висини од 516 м.